# Kleiner Tiergarten
Der Kleine Tiergarten ist eine Parkanlage im Berliner Ortsteil Moabit im Bezirk Mitte.

## Lage
Der zum Ortsteil Moabit gehörende Park ist sieben Hektar groß. Er wird von der Turmstraße im Norden, der Straße Alt-Moabit im Süden, der Heilandskirche im Westen und der Wilsnacker Straße im Osten eingerahmt. Ungefähr mittig wird der Kleine Tiergarten von der Stromstraße durchschnitten. Ebenfalls mittig unterquert die Strecke der U-Bahn-Linie U9 das Parkgelände, auf das auch ein Ausgang des U-Bahnhofs Turmstraße führt. Teil des Kleinen Tiergartens ist der Ottopark, der sich zwischen Thusnelda-Allee und Ottostraße erstreckt.

## Geschichte
Das Areal des heutigen Parks gehörte ursprünglich zum Gutsbezirk Jungfernheide. Kurfürst Friedrich Wilhelm übernahm es als Gegenstück zum Großen Tiergarten, als Berlin im Zuge des Ausbaus zur Residenzstadt weiter wuchs und Teile des ehemaligen Jagdgeländes geopfert wurden. Seit 1655 wurde der Park Hinterer oder Kleiner Tiergarten genannt. Im Jahr 1790 wurde das Areal neu bepflanzt und ab 1835 im Zuge des Baus der von Karl Friedrich Schinkel entworfenen St.-Johannis-Kirche, deren Friedhofsgelände zum Park gehört, neu gestaltet.
Nachdem die Stadt Berlin 1876 die Verwaltung über das Areal übernommen hatte, erfolgte durch den Landschaftsarchitekten und Gartenbaudirektor Johann Heinrich Gustav Meyer eine erneute Umgestaltung mit Sitzbänken, Laternen und einem Springbrunnen. 1892–1894 erfolgte ein weiterer Kirchenbau, die Heilandskirche von Friedrich Schulze an der das Areal ebenfalls durchschneidenden Thusnelda-Allee.
Der westlich anschließende Ottopark entstand 1879 durch Gartenbaudirektor Hermann Mächtig. Zuvor befand sich auf diesem Gelände eine Baumschule. Er erhielt 1867 den Namen „Ottoplatz“ nach der anliegenden Ottostraße. 1934 wurde er nach Herbert Norkus, einem Anhänger des Nationalsozialismus, in Norkusplatz umbenannt. 1947 bekam er den alten Namen ‚Ottoplatz‘ zurück, benannt nach Johann Karl Otto (1790–1865), einem Zimmermeister und Holzhändler, der sich als Gemeindevertreter und Stadtverordneter für die Belange der Moabiter Bürger einsetzte. Heute heißt das gesamte Parkgelände zwischen Ottostraße und Thusnelda-Allee ‚Ottopark‘.
Im Zweiten Weltkrieg stark beschädigt, wurde die Anlage des Kleinen Tiergartens ab 1960 durch den Gartenarchitekten Wilhelm Alverdes neu gestaltet. Alverdes bezog den heutigen Ottopark mit in die Planung ein und entwarf dort auch einen Kinderspielplatz. Von der ursprünglichen Gartenanlage blieb allerdings durch den Umbau der 1960er Jahre nichts erhalten.

## Umbau und Erneuerung
Im Rahmen des Bund-Länder-Förderprogramms Aktive Stadtzentren ist die Erneuerung und Umgestaltung des Kleinen Tiergartens / Ottoparks seit 2009 ein Handlungsschwerpunkt im Fördergebiet Turmstraße. Von 2011 bis Mai 2016 fand eine Umgestaltung des Kleinen Tiergartens / Ottoparks statt. Dazu wurde vom Berliner Senat ein europaweiter Wettbewerb ausgeschrieben, den das Büro Latz & Partner aus Bayern gewann und der in mehreren Abschnitten umgesetzt wurde. Vor Beginn der mehrjährigen Bauarbeiten fand eine Bürgerbeteiligung statt, bei der Ideen und Vorstellungen zur Erneuerung und Umgestaltung des Kleinen Tiergartens und Ottoparks ausgiebig erörtert wurden. Ziel sollte die Erweiterung bzw. Anpassung der Nutzungsangebote an die heutigen Bedürfnisse der Bevölkerung sein und ein friedliches und angstfreies Miteinander der unterschiedlichen sozialen Gruppen ermöglichen. Ebenfalls sollte auch das von Wilhelm Alverdes geschaffene Gartendenkmal geschützt werden.
Im Osten des Parks findet sich eine erweiterte Spiellandschaft (u. a. Tischtennisplatten, Sandkästen, Schaukeln, Rutschen, Klettermöglichkeiten und eine „Rolleracht“) für Kinder.

## Kritik
Laut Bürgerinitiative „Silberahorn Plus“ sei durch die Umgestaltung der Parks keineswegs wie versprochen ein „Park für Alle“ entstanden. Er sei zum Straßenbegleitgrün degradiert worden und nur noch ein „trauriger Überrest“ der „schönen, sinnreichen“ Parkanlage von Willy Alverdes. Durch die Entfernung der dichten Wallbepflanzung an den vielbefahrenen Straßen Alt-Moabit und Turmstraße gäbe es keinen ausreichenden Schutz mehr vor Verkehrsbelastungen. Es wurden 58 Bäume gefällt, unter ihnen auch viele große gesunde Bäume sowie wertvolle Hecken und Sträucher gerodet.
Die 17 sogenannten Sitzkiesel aus Beton, die unter anderem als Maßnahme defensiver Architektur gegen die Trinkerszene im Ottopark gedacht sind, wurden als Verunstaltung kritisiert, da die rund 460.000 Euro teuren Objekte zum Sitzen ungeeignet seien.
Laut Schwarzbuch vom Bund der Steuerzahler stiegen die Kosten von den 2010 veranschlagten 4,6 Millionen auf rund 7,8 Millionen Euro. Dass die vorgetragenen Gründe für diese Kostenexplosion vorher beim Bezirk nicht absehbar gewesen sein sollen, überzeugt den Bund der Steuerzahler nicht. Ursache könnte vielmehr sein, dass die Finanzierung der Maßnahme aus dem Städtebauförderprogramm „Aktive Zentren“ und damit zu zwei Dritteln aus Landes- und zu einem Drittel aus Bundesmitteln und nicht aus dem Bezirkshaushalt erfolgt.

## Kriminalitätsschwerpunkt
Seit Herbst 2015 haben im Park Drogenhandel, Diebstähle und Gewalt zugenommen. Im Zeitraum Januar bis Ende Mai 2016 registrierte die Polizei 199 Rohheitsdelikte, während es im gleichen Zeitraum 2015 lediglich 61 Fälle waren. Laut Polizeiangaben war im August 2016 die überwiegende Zahl der Rauschgifthändler Asylbewerber aus Afrika. Mit der steigenden Zahl von Flüchtlingen, die ab Herbst 2015 im gegenüberliegenden Landesamt für Gesundheit und Soziales Berlin registriert wurden, stieg auch die Zahl der Rohheitsdelikte. Im Jahr 2018 wurde der Park nicht mehr als kriminalitätsbelasteter Ort geführt.
Am 23. August 2019 wurde im Kleinen Tiergarten der Georgier Selimchan Changoschwili ermordet. Der Täter wurde gefasst. Im Dezember 2019 hat die Bundesrepublik zwei Geheimdienstmitarbeiter der Russischen Botschaft in Berlin im Zusammenhang mit den Ermittlungen des Landes verwiesen. Im August 2024 war der inzwischen verurteilte Täter auch Teil des größten Gefangenenaustauschs zwischen Russland und westlichen Staaten seit dem Ende des Kalten Krieges.

Bildergalerie
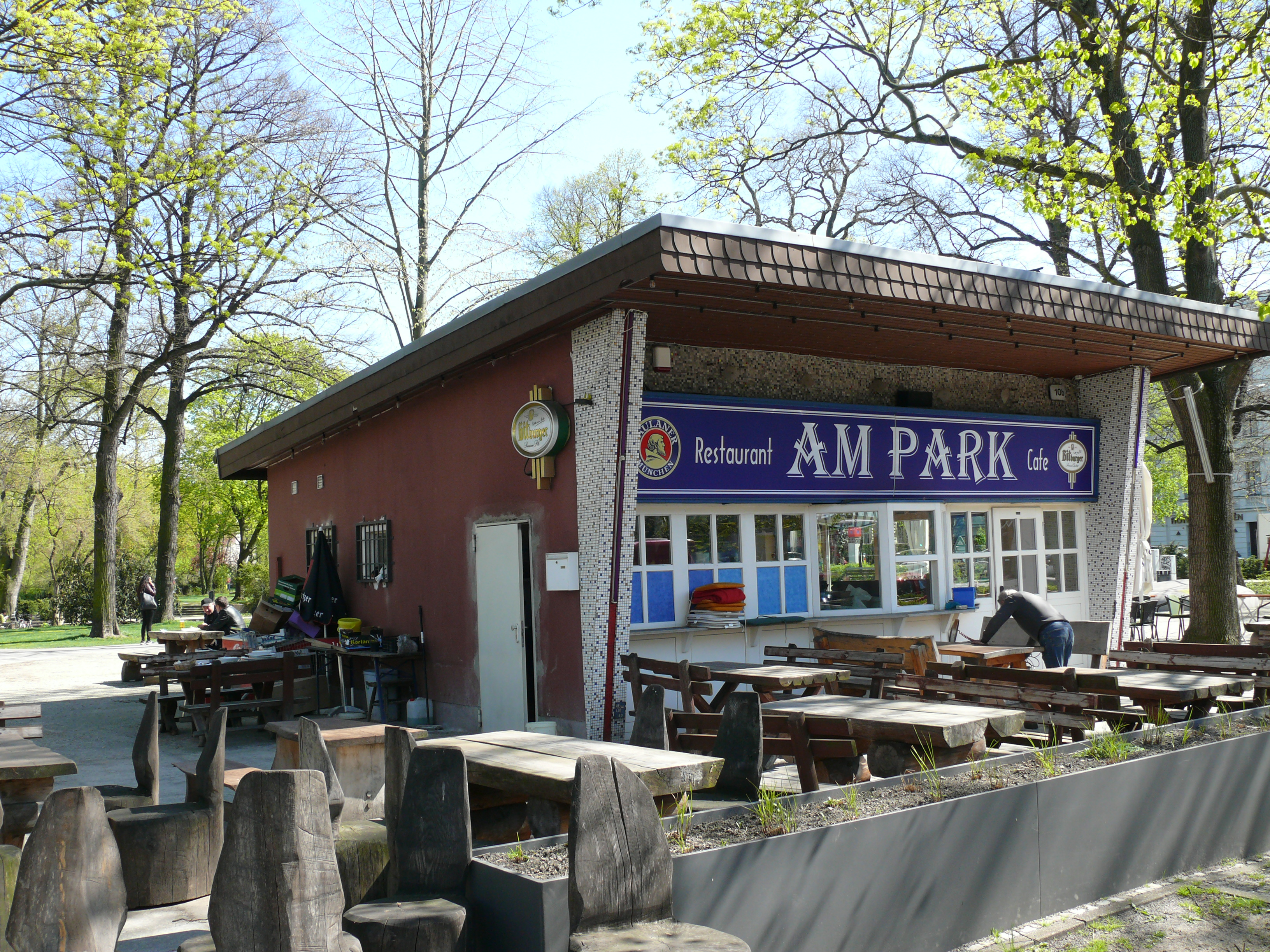
Parkrestaurant an der Stromstraße
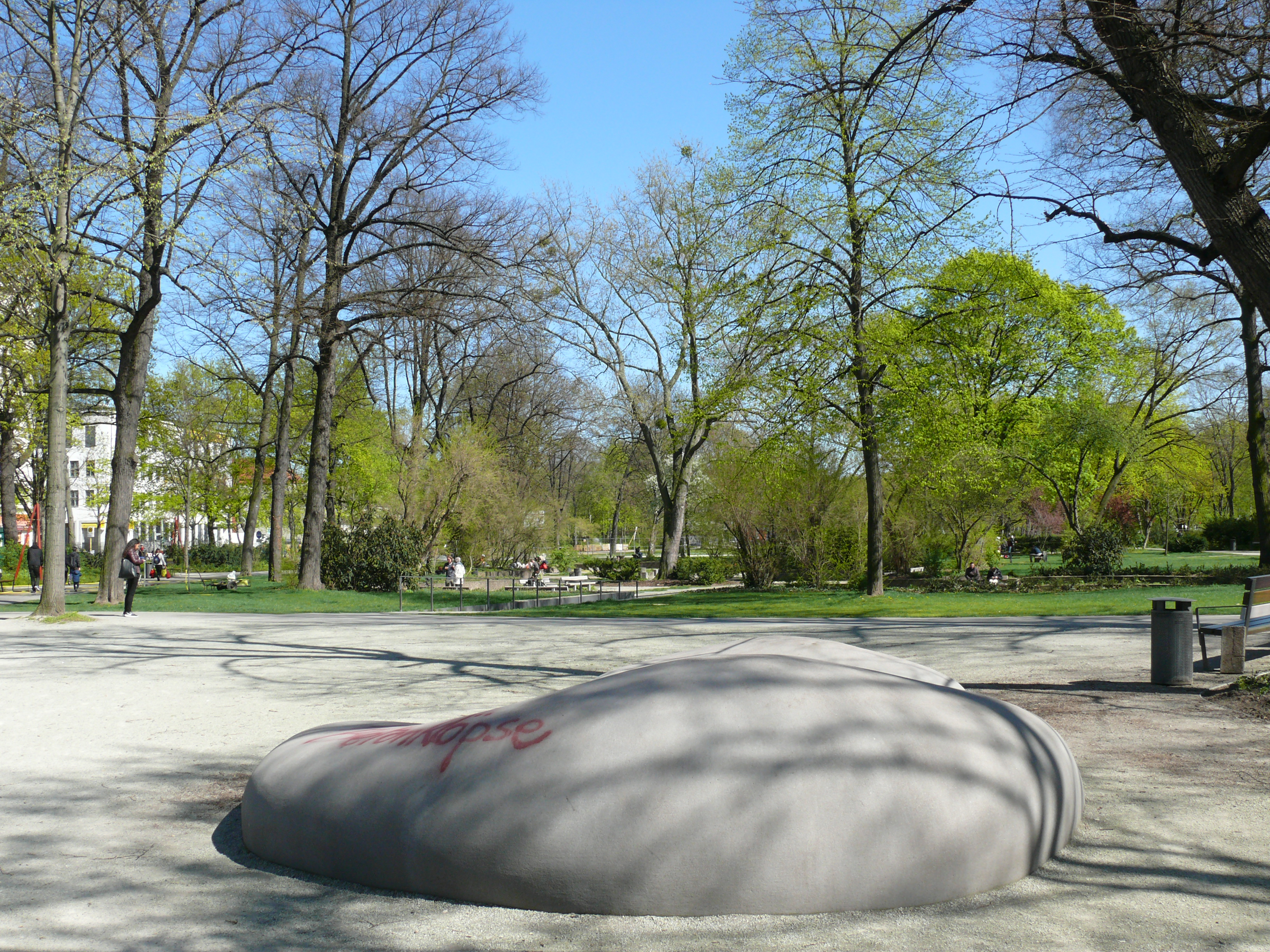
Sitzkiesel
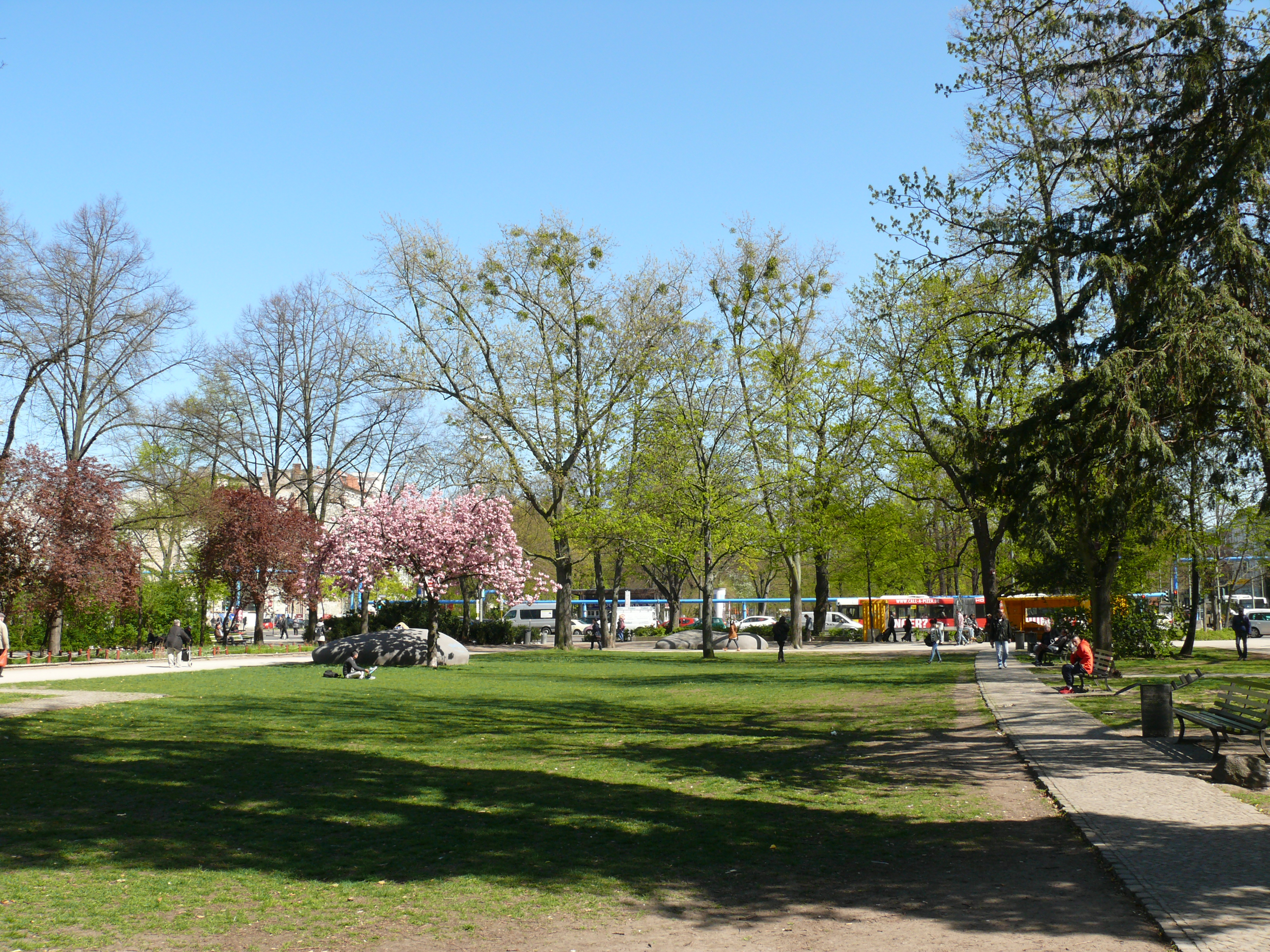
Blick zur Stromstraße
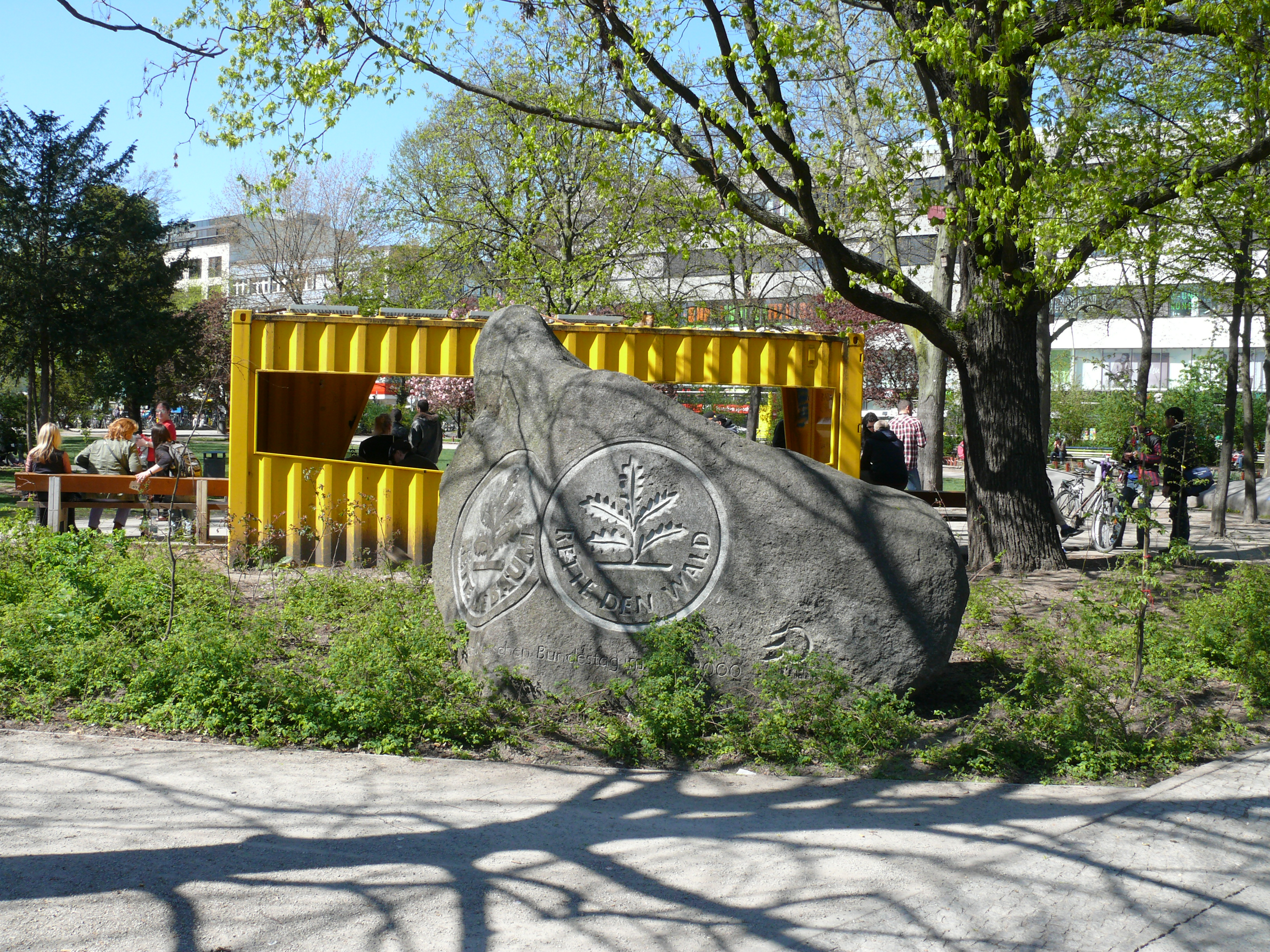
Gedenkstein „Baum des Jahres“ mit Regenschutz
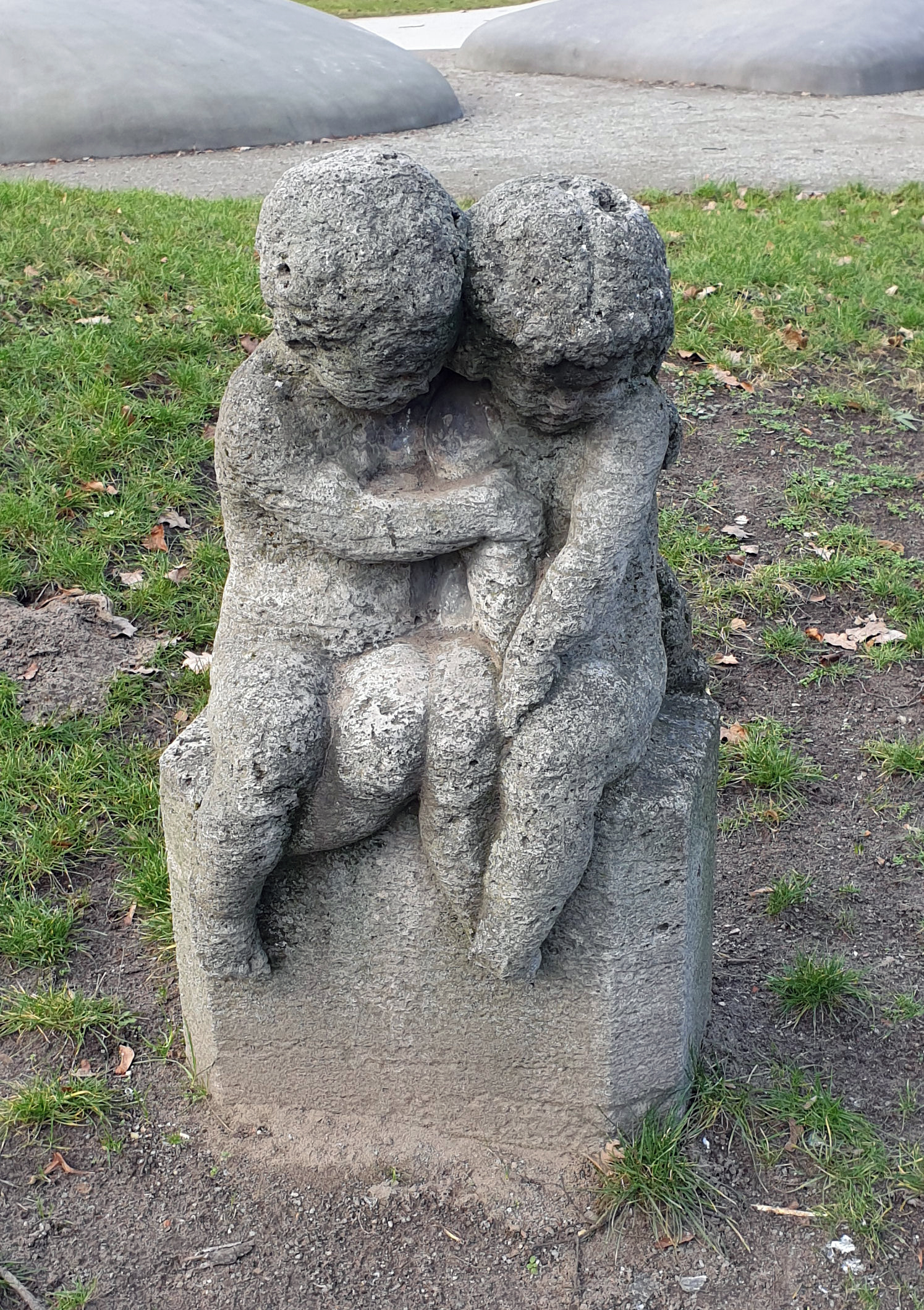
Puttengruppe von 1910
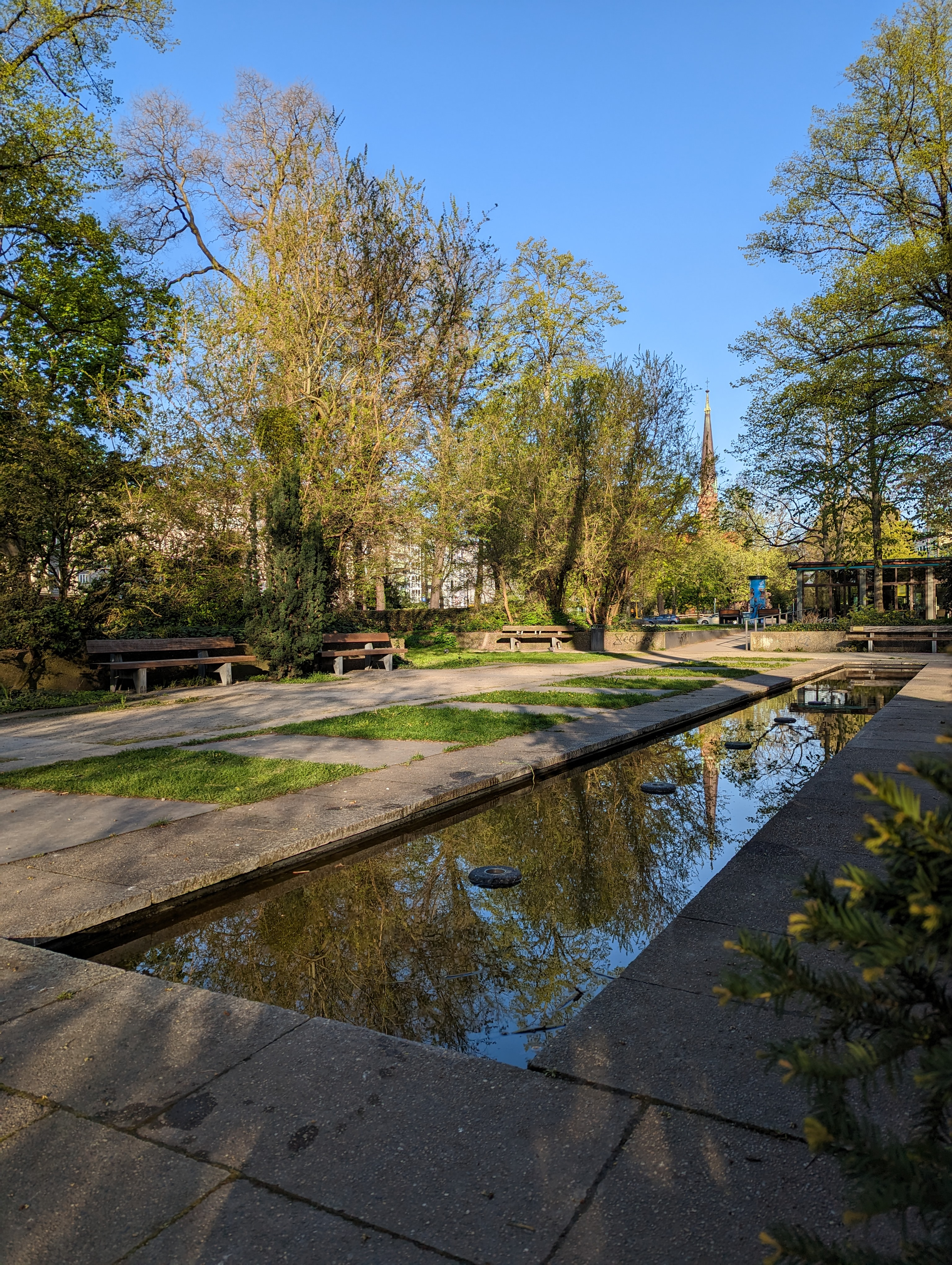
Wasserspiele im Gartendenkmal Kleiner Tiergarten, Hans Nimmann